# Králové ro(c)ku
Králové ro(c)ku (v anglickém originále Tenacious D in The Pick of Destiny) je německo-americký komediální filmový muzikál z roku 2006 režírovaný Liamem Lynchem. Ústřední role v něm mají Jack Black a Kyle Gass, kteří tvoří hudební duo Tenacious D.
The Pick of Destiny znamená magické „trsátko osudu“, které svému majiteli propůjčuje nadpozemské hudební schopnosti. Dvojice se jej pokouší vypátrat.

## Herecké obsazení
- Jack Black jako JB / Jables, člen Tenacious D
- Kyle Gass jako KG / Kage, člen Tenacious D
- Ronnie James Dio jako Ronnie James Dio
- JR Reed jako Lee
- Dave Grohl jako Satan
- Ben Stiller jako chlápek z obchodu Kytarové centrum
- Amy Poehlerová jako číšnice
- Meat Loaf jako otec JB

## Děj

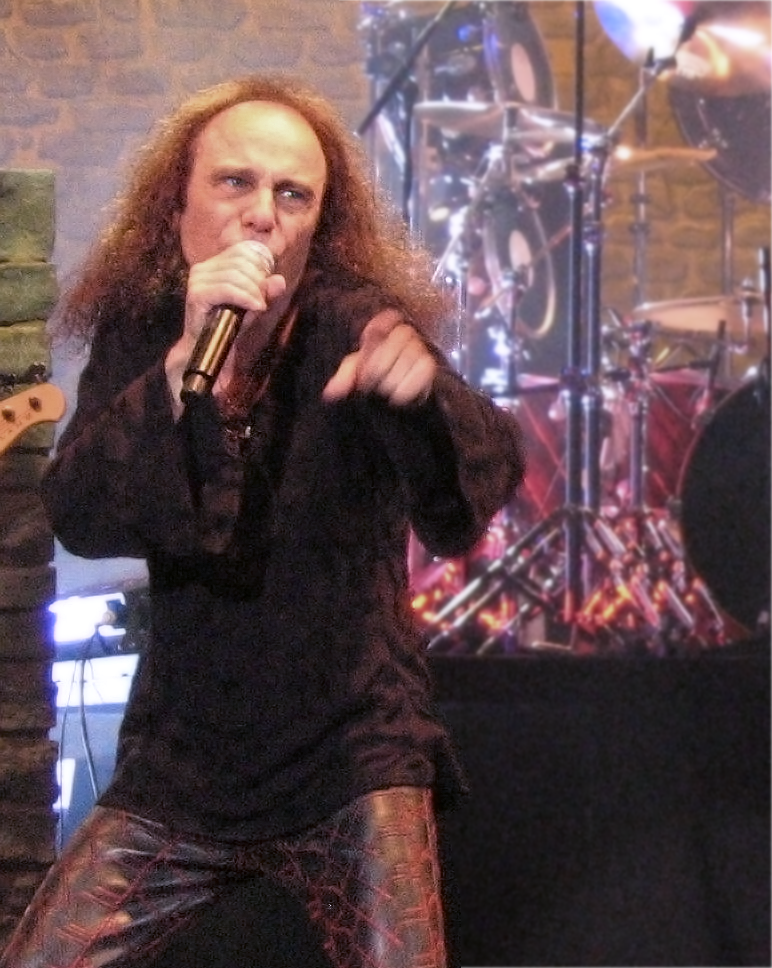
Ronnie James Dio

Mladý Jack Black (JB) z Kickapoo v Missouri chce hrát rockovou hudbu, která dráždí jeho bigotní rodiče. Když mu jednoho dne strhá otec plakáty oblíbených kapel ze zdi, obrátí se o pomoc na Ronnieho Jamese Dia z kapely Dio (poslední nestržený plakát na dveřích). Dio z plakátu mu potvrdí, že pokud se chce stát rockovým muzikantem, musí opustit dům rodičů a hledat parťáka a Hollywood, kde jsou nejlepší kapely.
O několik let později tam JB dorazí a na pláži potká Kylea Gasse (KG). Obdivuje jeho techniku a společně si zajamují. KG ale nemá zájem o spolupráci a odchází. Později v noci Jacka přepadne na ulici gang darebáků a zmlátí ho. KG jde náhodou kolem a JB na něj udělá dojem, protože darebákům nechtěl dát jeho trsátko. Vezme ho k sobě domů a hodlá ho učit.
Výcvik (The Training)
JB se učí různým trikům jako je frajerský skluz (skluz po kolenou), péroklik (klik pouze penisem), s KG kouří marihuanu a hraje pro vydělání peněz na ulici. Závěrečným testem je pódiový simulátor, který ale JB neudělá. Během něj však dojde Kylemu vzkaz na záznamník od rodičů, kteří ho informují, že po 15 letech jejich finanční podpory na jeho cíl stát se slavným rockerem mu přestanou posílat peníze, protože je to zbytečné. Na nájem si odteď musí vydělat sám. JB pozná, že ho KG vodil za nos. KG to chce vzdát, ale na Jacka udělá dojem nová kytara, kterou mu Kyle koupil. Věří, že si vydělají na nájem muzikou. Přijímají název Tenacious D.
Osud (Destiny)
Přihlásí se do hudební soutěže o finanční prémii v jednom místním klubu. JB si uvědomí, že pokud chtějí vyhrát hlavní cenu, musí přijít s něčím originálním, s něčím, co vytře všem sluch.
Veledílo (The Masterpiece)
Po několika neúspěšných pokusech složit hitovku si JB probírá hudební časopisy s kapelami AC/DC, Van Halen, The Who a rád by věděl, jaký je rozdíl mezi nimi a těmito úspěšnými kapelami. Kyle si všimne, že všechny kapely používají stejné trsátko. Jdou do obchodu Kytarové centrum a ptají se na trsátko prodavače. Ten je vezme do zákulisí a řekne jim, že právě narazili na největší tajemství v historii rocku. Vypráví jim příběh, který sahá až do středověku:
Když si všiml vlivu trsátka na svého majitele, začal pátrat po historii. Nechal práce, odjel do Říma a naučil se latinsky, aby získal důvěru nočního knihovníka ve Vatikánu. Získal cenný pergamen, který během 6 let přeložil. Stálo v něm:

V minulosti temný čaroděj využil černé magie, aby přivolal Satana. Strhla se mezi nimi bitva, v níž se ukáže vládce pekel jako příliš mocný. Čaroději přispěchá na pomoc kovář a podkovou vyrazí Satanovi zub. Čaroděj použije zaklínadlo: "Tam, odkud jsi přišel zůstaneš, dokud zas celý nebudeš." Satan je vtažen zpět do pekel a jáma v zemi se uzavře. Temný čaroděj přežil a odměnil se kováři. Ze Satanova zubu vyrobil trsátko, kterým kovář brnkal na svou loutnu před oknem své vyvolené, dokud nebyla celá vlhká. Takto získal její srdce. Trsátko osudu pak po jeho smrti střídalo majitele, objevilo se na americkém jihu, vedlo ke zrodu blues a rock'n'rollu. V současnosti je v muzeu rock'n'rollové historie, téměř nedobytné pevnosti.
Výprava (The Quest)
Tenacious D si půjčí auto a jedou získat trsátko osudu. V bistru se KG nechá zlákat dívkami na party, zatímco naštvaný JB pokračuje podle svého plánu sám. Dvojice se opět sejde poté, co se Kyle na party ztrapní a Jack prožije po pozření několika hub halucinogenní stav (a několikrát značně riskuje svůj život). Přes nekompetentní ochranku proniknou do muzea a ukradnou trsátko.
Dva králové (Two Kings)
Při cestě zpět jim ztíží návrat policie, ale hoši se v pořádku dostanou domů. Před klubem se pohádají, kdo bude mít první trsátko a rozlomí jej na dvě půlky. Promotér akce je utěšuje a vysvětlí jim, že na nějakém satanském trsátku vlastně vůbec nezáleží, jde o to hrát hudbu, které budou věřit. Muzikanti ho poslechnou, nechají rozlomené trsátko na zemi a jdou dovnitř. Promotér obě půlky zvedne a promění se v Satana. Nyní má svou chybějící část těla zpět. KG a JB, kteří se vrátili z baru, teď musí pro záchranu svých životů podstoupit rockový souboj. Když vyhrají, ďábel odtáhne zpět do pekla a zaplatí za ně nájem. Když prohrají, JB navrhne, že si Satan může vzít s sebou KG a udělat si z něj svého sexuálního otroka. I když se snaží, neporazí ho a Satan se pokusí vystřelit po KG blesk. Zachrání ho Jack, který se před něj vrhne i s kytarou, od níž se blesk odrazí zpět a utrhne Satanovi roh. Pohotový Jack jej vezme a použije zaklínadlo. Satan s nadávkami zmizí z povrchu zemského.
Tenacious D si pokouší vzpomenout na píseň, kterou hráli při rockovém souboji s ďáblem a která by mohla být „nejlepším songem na světě“, ale nedaří se jim to. Zakouří si z dýmky vyrobené z jeho rohu. V závěrečné scéně chce JB po KG veledílo, které hodlá nahrát na magnetofonovou pásku. Kyle dlouho mlčí a nakonec z něj vyjdou pouze větry.

## Zajímavosti
- město Kickapoo ve státě Missouri ve skutečnosti neexistuje
- ve filmu účinkuje několik hudebních osobností, písničkář Meat Loaf hraje otce JB, bývalý bubeník Nirvany a frontman Foo Fighters Dave Grohl hraje Satana a Ronnie James Dio hraje sám sebe.
- gang, který na začátku filmu mlátí JB, je odkazem na film Stanleyho Kubricka Mechanický pomeranč